# 小行星5183
小行星5183（英語：5183 Robyn）是一颗围绕太阳公转的小行星。1990年7月22日，埃莉諾·赫琳在帕洛马山发现了此天体。
这颗小行星的绝对星等为6.00293等。